# Fritz Fröhlich (Politiker)

Fritz Fröhlich

Fritz Fröhlich (* 5. April 1887 in Groß Bartensleben; † 16. November 1962 in Ahnsen) war ein deutscher Landwirt und Politiker (NSDAP).

## Leben und Wirken
Nach dem Besuch des Gymnasiums leistete Fröhlich als Einjährig-Freiwilliger den Militärdienst ab; danach arbeitete er als landwirtschaftlicher Beamter. 1913 ließ er sich als selbständiger Bauer in Ahnsen nieder (Vollhöfner). Von 1914 bis 1918 nahm er am Ersten Weltkrieg teil, in dem er dem Reichstagshandbuch zufolge mit dem Eisernen Kreuz beider Klassen ausgezeichnet wurde und verwundet in Kriegsgefangenschaft geriet.
Zum 10. Oktober 1926 trat Fröhlich in die NSDAP ein (Mitgliedsnummer 45.739). Laut dem Reichstagshandbuch war er Mitglied der SA. In der Partei übernahm er ab 1933 Aufgaben als Kreisleiter und Gauinspekteur. Daneben saß er ab 1929 als Abgeordneter im Kreistag und war ab 1933 Kreisdeputierter.
Von 1932 bis zur Auflösung dieser Körperschaft im Herbst 1933 war Fröhlich Mitglied des Preußischen Landtags. Anschließend saß er ab November 1933 als Vertreter des Wahlkreises 15 (Gau Ost-Hannover) als Abgeordneter im nationalsozialistischen Reichstag. Am 16. Juli 1937 legte er sein Reichstagsmandat nieder; für ihn rückte Curt Wiebel nach.